# 24 vedute del monte Fuji, di Hokusai
24 vedute del monte Fuji, di Hokusai (24 Views of Mt. Fuji, by Hokusai) è un romanzo breve di fantascienza dello scrittore statunitense Roger Zelazny, pubblicato nel 1985.

## Storia editoriale
Il romanzo breve è stato pubblicato per la prima volta nel luglio del 1985 nella rivista Asimov's Science Fiction.
Nel 1986 l'opera ha vinto il Premio Hugo per il miglior romanzo breve, è stata candidata nello stesso anno al Premio Nebula per il miglior romanzo breve e si è classificata al V posto al Premio Locus per il miglior romanzo breve.
In Italia il romanzo è stato pubblicato per la prima volta nel 1991 nell'antologia I Premi Hugo 1984-1990 con il titolo 24 vedute del monte Fuji, di Hokusai, ritradotto nel 1993 nella Collana Urania, ripubblicato nel 1999 nell'antologia Lovecraft 2000 (Cthulhu 2000: A Lovecraftian Anthology, 1995) tradotto con il titolo 24 viste del M. Fuji.

## Edizioni
- (EN) Roger Zelazny, 24 Views of Mt. Fuji, by Hokusai, in Asimov's Science Fiction, n. 93, New York, Davis Publications, luglio 1985.
- (DE) Roger Zelazny, 24 Ansichten des Berges Fuji, von Hokusai, in Schöne nackte Welt, traduzione di Birgit Reß-Bohusch, Heyne Science Fiction & Fantasy, n. 4380, Monaco di Baviera, Heyne, febbraio 1987, ISBN 978-3-453-31375-0.
- Roger Zelazny, 24 vedute del monte Fuji, di Hokusai, in Piergiorgio Nicolazzini (a cura di), I Premi Hugo 1984-1990, traduzione di Anna Dal Dan, Grandi Opere Nord, n. 20, Milano, Editrice Nord, 1991.
- Roger Zelazny, 24 vedute del monte Fuji, di Hokusai, in Fuoco e gelo, traduzione di Delio Zinoni, Urania, n. 1199, Milano, Mondadori, febbraio 1993.
- (LT) Roger Zelazny, Hokusajo tapyti 24 Fudzijamos vaizdai, in Avalono ginklai, traduzione di Jurgita Jurėnaitė, Pasaulinės Fantastikos Aukso Fondas, n. 126, Eridanas, 1999, ISBN 978-9986-950-15-8.
- Roger Zelazny, 24 viste del M. Fuji, in Jim Turner (a cura di), Lovecraft 2000, traduzione di Gian Paolo Gasperi, I Libri della Mezzanotte, n. 3, Milano, Sperling & Kupfer, febbraio 1999, ISBN 8820026465.
- (FR) Roger Zelazny, 24 vues du Mont Fuji par Hokusai, in 24 vues du Mont Fuji par Hokusai, traduzione di Laurent Queyssi, Une heure-lumière, n. 10, Saint-Mammès, Le Bélial, agosto 2017, ISBN 978-2-84344-924-6.